# Comandante Fernández (departamento)
Comandante Fernández é um departamento da Argentina, localizado na província do Chaco.